# 양지아문
양지아문 (量地衙門) 또는 량지아문은 1898년 6월 23일부터 1902년 3월 17일까지 존속한 대한제국 시대의 행정기관으로 측량, 토지측정, 토지경계 등의 사무를 담당하던 부서였다. 탁지부의 예하기관이었다. 지적, 지적분할, 토지 등의 사무는 1901년 지계아문으로 분리, 이관되었다. 땅의 길이, 면적을 측정한다는 양지, 측량의 약자에서 취하여 부서명을 지었다.

## 설치 과정
1898년 6월 23일 내무부 대신 박정양(朴定陽), 농상공부 대신 이도재(李道宰) 등이 의정부 회의에 전국 토지 측량 안건을 올렸고, 이는 고종에게 건의되었다. 당시 의정부 회의에서 안건을 낸 박정양과 이도재 외에 윤용선, 궁내부 윤정구(尹定求) 등 4명만이 찬성하고 외무 대신 유기환(兪箕煥)을 비롯하여 대부분의 대신 6명은 반대하였다. 그러나 회의 결과를 보고받은 고종 황제는 의정부 회의 결과를 뒤집고 본래의 청의대로 시행하라는 비답(批答)을 내렸다. 바로 양지아문이 신설되어 전국의 토지 경계를 측량하였다.
1898년 7월 2일 고종은 양전을 담당할 부서와 그 직원 그 처무 규정을 마련하게 하여, 양지아문 직원, 운영에 대한 조항이 제정되었다. 이때부터 전국의 토지 측량, 토지대장과 지적대장이 작성되었으다.

## 운영 상황
양지아문의 직원은 중앙의 총재관, 조사위원, 양무위원, 학원(學員), 기수 등이 있었고 학원과 수기사(首技師), 보조원은 실제 측량 작업을 담당했다. 보조원은 고원(雇員) 3인, 사령(使令) 9인, 방직(房直) 3인으로 편성되어 학원, 기수의 측량 작업을 보조하고 잡무를 처리했다. 각 지방 도관찰부에서는 1900년부터 각 도 양무감리(量務監理), 양무위원, 조사위원을 신설 배치하기 전까지 도관찰사, 지방관이 책임자로 지정되어 담당관리를 선발하게 하였다. 1900년 설치된 각 도의 양무감리는 관찰사, 각 지역의 군수, 부사가 겸직했는데 간혹 측량업무에 밝은 자를 군직에 있더라도 차출하여 임명할 수 있었다. 양무위원은 군단위로 임명하여 초기에는 중앙의 양지아문 소속으로 총재관의 관할 아래 있었으나 1900년부터는 각 지역 양무감리의 감독하에 두었다.
현지의 측량 담당 직원으로 수기사(首技師) 1인, 기수보(技手補) 10인, 견습생 20인을 두었다. 수기사는 외국인 측량기사를 초청하도록 하여 미국인 크럼(Krumn, R.E.L. 巨廉)이 임명되었다. 또한 일본과 미국으로 견습생을 보내 측량기술을 배워오게 하는 한편 미국인 측량기사를 초빙해 수기사, 기수보, 견습생, 고원들에게 측량기를 다루는 법, 지형, 지반고저 측정을 교육시켰다. 1900년 9월 11일에는 지적, 토지분할, 지적측량 업무는 이를 전문으로 하는 지계아문으로 분할, 이관되었다.
그러나 1901년 여름 전국적인 흉년으로 그해 12월부터 전국 토지측량 사업은 잠정 중단되었다. 1902년 3월 17일 양지아문이 폐지, 지계아문에 통합되었다. 그러나 국토의 토지측량업무는 지계아문에서 승계하였다.

## 같이 보기
- 지계아문
- 대한지적공사
- 측량